# Раициу (Олт)
Раициу (рум. Raițiu) насеље је у Румунији у округу Олт у општини Куртишоара. Oпштина се налази на надморској висини од 187 m.

## Становништво
Према подацима из 2002. године у насељу је живело 258 становника, од којих су сви румунске националности.